# Холкери, Харри
Харри Херманни Холкери (фин. Harri Hermanni Holkeri; 6 января 1937, Орипяя — 7 августа 2011, Хельсинки) — финский политический деятель, премьер-министр Финляндии (1987—1991), председатель Генеральной Ассамблеи ООН (2000—2001), глава UNMIK, председатель финской партии «Национальная коалиция» (1971—1979).

## Биография
Родился в финско-шведской семье Антти Холкери и Майре Альгрен в коммуне Орипяя. Вскоре семья переехала в город Тояла, где Холкери получал образование и стал активистом скаутского движения.
Окончил политологический факультет Хельсинкского университета. В 1970 году Холкери избран в парламент Финляндии.
Баллотировался в президенты Финляндии дважды — в 1982 и 1988 годах.
Внёс большой вклад в международную миротворческую деятельность. В частности, он был автором мирного плана Северной Ирландии в конце 1990-х годов. Королева Великобритании Елизавета II наградила его рыцарским орденом Британской империи.
Председатель Генеральной Ассамблеи ООН 5 сентября 2000 — 27 июня 2001.
В 2003 году он возглавил администрацию ООН в Косово.
Скончался после продолжительной болезни 7 августа 2011 года. Похоронен 27 августа после панихиды, совершённой в Кафедральном соборе Хельсинки.

### Личная жизнь
В 1960 году Холкери женился на Марье-Лийсе Лепистё (фин. Marja-Liisa Lepistö), у них родилось двое детей — Юкка (Jukka, род. 1962) и Катью (Katju, род. 1964).